# Tîvriv
Tîvriv (în ucraineană Тиврів) este așezarea de tip urban de reședință a raionului Tîvriv din regiunea Vinnița, Ucraina. În afara localității principale, nu cuprinde și alte sate.

## Demografie
Componența lingvistică a așezării de tip urban Tîvriv
     Ucraineană (97,24%)
     Rusă (2,25%)
     Alte limbi (0,34%)
Conform recensământului din 2001, majoritatea populației așezării de tip urban Tîvriv era vorbitoare de ucraineană (97,24%), existând în minoritate și vorbitori de rusă (2,25%).